# Iveta Grigule
Iveta Grigule, née le 30 septembre 1964 à Riga, est une femme politique lettonne de l'Union des verts et des paysans.

## Biographie
Le 24 mai 2014, Ivita Grigule est élue députée européenne et rejoint le groupe Europe de la liberté et de la démocratie directe (ELDD). Le 16 octobre 2014, elle quitte ce groupe pour rejoindre le rang des non-inscrits. Le groupe ELDD perd alors une de ses sept nationalités nécessaires pour former un groupe parlementaire. Il se retrouve ainsi, de fait, dissous à la suite de ce départ. Il est toutefois recréé trois jours plus tard grâce à l'adhésion du député polonais Robert Iwaszkiewicz.
Selon Nigel Farage, président d'ELDD, Iveta Grigule aurait subi des pressions de Martin Schulz, président du Parlement européen, pour quitter ce groupe et recevoir un poste à la délégation à la commission de coopération parlementaire UE-Kazakhstan. 
Selon d'autres versions, Iveta Grigule aurait quitté le groupe à cause de divergences politiques portant notamment sur le conflit russo-ukrainien et sur l'euro. En effet, au sein du groupe eurosceptique, Iveta Grigule a voté en faveur de toutes les résolutions contre la Russie (contrairement au parti UKIP, pro-Poutine) et elle s'est montrée favorable à l'euro alors que certains membres du groupe parlementaire comme les députés du Mouvement 5 étoiles italien demandent un référendum sur la sortie la zone euro. L'appartenance de Grigule commençait également à déranger en Lettonie car l'eurodéputée est membre de l'Union des verts et des paysans, un parti centriste et écologiste membre de la coalition gouvernementale anti-Poutine, alors au pouvoir.
De manière globale, durant tout son passage au sein du groupe eurosceptique, Grigule a voté environ quatre fois sur dix seulement comme les autres membres du groupe parlementaire. Elle se situait à la 677e position sur 751 dans le classement des eurodéputés les plus loyaux envers leur groupe parlementaire européen. Son adhésion au groupe ELDD avait beaucoup surpris en Lettonie car la plupart des observateurs pensaient qu'elle allait rejoindre les Verts ou le PPE.
En avril 2015, Iveta Grigule a finalement rejoint le groupe de l'Alliance des démocrates et des libéraux pour l'Europe.